# Carlo Molfetta
Carlo Molfetta, född den 15 februari 1984 i Mesagne, är en italiensk taekwondoutövare.
Han tog OS-guld i tungviktsklassen i samband med de olympiska taekwondo-turneringarna 2012 i London.